# ЕБЛ
Балканска е-спорт лига (енгл. Esports Balkan League), позната по свом акрониму ЕБЛ, је регионална е-спорт лига, у којој се 8 клубова из 5 земаља такмиче у видео игри League of Legends.

## Учесници у 12. сезони
| Клуб                | Држава              | Прет. сезона |
| ------------------- | ------------------- | ------------ |
| Партизан            | Србија              | 4.           |
| Црвена звезда       | Србија              | 2.           |
| Дијамант            | Словенија           | 3.           |
| Сајбер Вулфси       | Словенија           | 6.           |
| Икстрим Доминаторси | Словенија           | —            |
| Валијанс            | Хрватска            | 1.           |
| Анкора              | Босна и Херцеговина | —            |
| Магаза              | Бугарска            | —            |